# Agnes von Hohenstaufen
Agnes von Hohenstaufen es una ópera en tres actos con música de Gaspare Spontini y libreto en alemán de Ernst Benjamin Salomo Raupach. Se estrenó en el Königliches Opernhaus, Berlín el 12 de junio de 1829. Raupach categorizó Agnes von Hohenstaufen como una ópera histórico-romántica y es una de una serie de obras alemanas de la época que se ambientaron en la Edad Media (otras serían Euryanthe de Weber, Tannhäuser y Lohengrin de Wagner y Genoveva de Schumann ). Agnes también contiene muchos de los rasgos que caracterizarían a la grand opéra francesa. Spontini reformó sustancialmente la obra para una reposición en 1837.
Esta ópera rara vez se representa en la actualidad; en las estadísticas de Operabase no aparece entre las óperas representadas en el período 2005-2010.

## Personajes
| Personaje                         | Tesitura | Reparto del estreno           |
| --------------------------------- | -------- | ----------------------------- |
| Agnes von Hohenstaufen            | soprano  | Pauline von Schätzel          |
| Irmengard                         | soprano  | Pauline Anna Milder-Hauptmann |
| Philipp von Hohenstaufen          | tenor    | Heinrich Stürmer              |
| Heinrich Braunschweig "Palatinus" | tenor    | Karl Adam Bader               |
| Philipp August                    | barítono | Eduard Devrient               |
| Conrad von Hohenstaufen           | bajo     | Julius Eberhard Busolt        |
| Kaiser Heinrich VI                | bajo     | Heinrich Blume                |

## Argumento
Lugar: Alemania
Época: la Edad Media